# 피렌체 공화국
피렌체 공화국(이탈리아어: Repubblica Fiorentina)은 이탈리아 중부 토스카나의 피렌체를 거점으로 삼았던 도시국가이다.
피렌체 공화국은 피렌체 시민들이 미망인 토스카나의 마틸데의 죽음 이후 토스카나 변경백에게 대항하여 1115년에 건립되었다. 피렌체인들은 마틸데가 사라진 도시에 코뮌을 형성하였다. 공화국은 시뇨리아라고 알려진 의회가 통치하였다. 시뇨리아는 매 두 달마다 피렌체의 길드 일원들에 의해 선출된 정의의 곤팔로니에레(명목상의 도시 통치자)가 선정하였다.
공화국의 역사는 쿠데타와 다양한 가문들을 상대로 벌인 쿠데타와 반쿠데타등으로 기복이 심한 역사를 지녔다. 1434년에 코시모 데 메디치가 그를 과거에 추방시켰던 가문을 상대로 쿠데타를 일으켜, 메디치 가문이 정부를 손에 넣었다. 메디치 가문은 1494년까지 피렌체를 통치하였다. 조반니 데 메디치(이후 교황 레오 10세)가 1512년에 공화국을 재정복하였다.
메디치 가문의 통치권이 코냐크 동맹 전쟁 기간인 1527년에 두 번째로 상실되었다. 메디치 가문은 11개월의 공성전 끝에 1531년에 통치권을 다시 회복하였다. 공화국 정부는 1532년에 교황 클레멘스 7세가 알레산드로 데 메디치를 ‘피렌체 공화국의 공작’으로 임명함에 따라 세습군주제가 도입되면서 공식적으로 폐지되었다.

## 배경

토스카나 후국을 보여주고 있는 1084년 이탈리아 지도

피렌체 시는 기원전 59년에 율리우스 카이사르에 의해 세워졌다. 피렌체는 1115년에 토스카나의 마틸데가 사망하기 이전에는 토스카나 변경백국의 일부였다. 피렌체는 그녀의 죽음 직후 공화국을 세웠다. 공화국의 첫 공식적 언급은 바이에른 공작 하인리히 10세에게 대항하여 토스카나 주변의 도시들이 동맹을 맺은 1138년이다. 공화국은 명목상 신성 로마 제국의 일부였다.

## 초기 역사

### 토스카나 후국의 지배권 회복
피렌체는 외국과의 교역을 확대해가면서 12세기에 번영을 누렸다. 이러한 결과는 도시의 인구 성장의 발판을 제공하였다. 피렌체의 인구 성장은 많은 교회들과 궁전들이 건설된 비율을 통해 반영된다. 이 번영은 신성 로마 제국 황제 프리디르히 1세가 1189년에 이탈리아 반도를 침공하면서 완전하게 끝이 나게 된다. 토스카나 후작은 피렌체와 그 주변 일대를 재획득하였다. 피렌체 시민들은 1197년에 신성 로마 제국 황제 하인리히 6세가 사망하자, 그들의 독립을 다시 주장하였다.
피렌체 대학교에서 학업을 마친 엔리코 파이니(Enrico Faini)에 따르면, 피렌체에는 1000년에서 1100년 사이에 이주해온 10개의 귀족가문들인 아미데이(Amidei), 아르딘기(Ardinghi), 브루넬레스키, 부온델몬티(Buondelmonti), 카폰사키(Caponsacchi), 도나티, 피판티(Fifanti), 게라르디니, 구이디(Guidi), 네를리(Nerli), 포르첼리(Porcelli), 스콜라리(Scolari), 우베르티(Uberti), 비스도미니(Visdomini) 가문이 있다고 한다.

### 13세기
피렌체의 인구는 13세기에도 계속 증가하여, 30,000명에 이르렀다. 앞에선 언급한 추가된 인구들도 도시의 무역에 봉사하였다. 몇몇 새 다리들과 교회들이 세워졌고, 이중에 가장 두드리진것은 1294년에 지어진 피렌체 대성당이다. 이러한 건물들은 그시대의 피렌체의 최고의 고딕 건축물로서의 예시의 역할을 하고 있다. 정치적으로, 피렌체는 나라들 사이에서 겨우 평화를 유지할 수 있었다. 귀중한 평화는 구엘프와 기벨린이라고 알려진 두 세력이 전쟁을 시작할때인 새로운 세기가 시작되던 1216년까지 존재했었다. 피렌체의 귀족 지배자들은 기벨린 파였지만, 피렌체의 민중들은 구엘프 파였다.
1244년 이후로 도시를 통치했던 안티오크의 프리드리히 지배하에서는 기벨린 세력이였고, 1250년에 구엘프 세력에 의해 그는 권좌에서 물러나게 된다. 그들의 정책은 프리미 포폴로(Primo Popolo)라고 알려진 형태가 되었다. 구엘프 세력들은 피렌체를 더욱 더 번영시켰다. 그들의 주 상업 지향은 1252년에 플로린이라는 새로운 동전을 도입함으로써 그들의 초기의 업적 중 하나로 곧 눈에 띄이게 되었다. 플로린은 금의 함량을 믿을 수 있었기에 피렌체의 국경넘어에서도 널리 사용되었고, 곧 유럽과 근동의 일반적인 통화중 하나가 되었다. 또한 같은 해에 팔라초 델 포폴로가 지어졌다. 구엘프 세력은 1260년에 몬타페르티 전투에서 피렌체가 파멸적인 대패를 당하면서, 권력의 고삐를 상실한다. 기벨린 파가 권력의 자리에 복귀하였고 구엘프 파가 이룬 모든 발전들을 무효화하였다. 그들은 수백 여개의 탑들과 주택, 궁전들을 철거하였다. 그들의 지배권의 허약함은 기벨린 파가 중재자로서 교황 클레멘스 4세를 찾음으로서 발생하였다. 피렌체에게는 다행스럽게도, 교황이 구엘프 세력의 지지를 보였다. 구엘프 세력은 예상했던 대로 권력을 회복하였다.
피렌체의 경제는 13세기 후반에 절정에 다다랐다. 아르놀포 디 캄비오가 설계를 맡은 아주 유명한 베키오 궁전도 이 시기에 세워졌다. 피렌체의 부동산은 1292년에 행정구역 안으로 나뉘였다. 도시의 많은 호화로운 궁전들은 역대로 번영하던 상업 가문들이 지은 타운하우스 주변을 둘러싸기 시작하였다. 1298년, 유럽의 은행업을 이끌던 가문중 하나인 본시뇨리(Bonsignori) 가문이 파산을 하고 말았고, 이렇게 되면서 시에나 시는 피렌체에게 유럽 은행업의 중심이라는 지위를 상실하고 만다.

## 피렌체의 은행업과 흑사병, 메디치 가문의 부상
피렌체 공화국의 플로린 금화는 7세기 이래로 충분한 물량으로서 사용이 가능했기에 중요한 상업적 역할을 하던 유럽 최초의 금화이다. 많은 피렌체의 은행들은 유럽 너머로 뿌리를 내리던 국제 기업이였고, 플로린이 빠르게 대량 매매로서 다양한 기호가 있던 은괴들을 대체하며 서유럽의 주력 통화가 되었다.(측정 단위 하나가 8 온스와 같았다.)

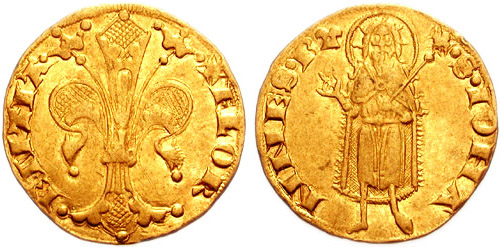
피렌체 플로린의 앞면과 뒷면

실제로 본시뇨리 가문의 붕괴와 함께, 피렌체에서 바르디, 페루치, 아차이올리 가문 같은 몇몇 신흥 은행업 가문들이 부상하였다. 구엘프 파와 기벨린 파의 마찰이 끝나지 못했고, 통치권은 두 세력간에 여전히 자주 주고 받았다. 유럽 최고의 은행업 도시로서의 피렌체의 지위는 오래가지는 못했다. 자주 언급되던 잉글랜드의 에드워드 3세가 그의 빚을 지불하는걸 거절했기 때문이 아니라(채무는 겨우 13,000 플로린에 불가했다), 유럽 전역의 경제 쇠퇴로 인해서 바로 앞에 언급했었던 가문들이 파산을 하면서였다. 은행들이 파멸하는 동안, 피렌체의 문학은 번창하였고, 단테, 페트라르카, 보카치오 등의 이탈리아 역사에서 위대한 작가들 몇몇들의 고향이였다. 그들은 라틴어를 넘어서 이탈리아의 토스카나 방언(결과적으로, 이탈리아어의 표준어로서 발전함)을 선택을 한, 유럽에서 최초의 대중 언어 작가들이다.
피렌체는 흑사병에 큰 타격을 입었다. 오리엔트 지역에서 기원한 이 질병은 1347년에 메시나에 도달하였다. 그 질병은 유럽 인구의 3분에 1를 제거하며 엄청난 충격을 주었다. 이것이 경기 침체와 동반하여, 도시 국가들에게 나쁜 영향을 가져다 주었다. 봉건 제도의 붕괴로 인한 결과는 유럽의 사회 구조를 영원히 바꿔놓았다. 이것이 중세 시대로부터의 탈피의 첫 발걸음이였다.
1378년에 불만을 가진 양모 노동자들이 봉기를 일으켰다. 치옴피의 난이라고 알려진 이 봉기는 혁명적인 코무네를 세우게 하였다. 1382년에 부유한 세력들이 반란의 씨앗을 무너트렸다. 그 유명한 메디치 은행이 1397년 10월에 조반니 디 비치 데 메디치에 의해 세워졌다. 그 은행은 17세기에 페르디난도 2세 데 메디치 시대까지 계속 존재하였다.

### 르네상스의 서곡
15세기는 피렌체에게 있어서 성공적이였다. 공화국의 권한은 조약에 따라서 1422년에는 밀라노 공국에 도달하였지만, 제노바 공화국과의 전쟁이 임박해지자 피렌체의 밀라노에 대한 개입은 발휘되지 못하였다. 피렌체를 도와야하는, 밀라노 공국은 조약을 무시하고 피렌체 국경의 도시들을 점령하였다. 보수적인 정부는 전쟁을 원했지만, 시민들은 막대한 세금을 제출해야한다는것에 한탄하였다. 공화국은 밀라노로 가 전쟁을 하였고, 베네치아 공화국이 공화국 편에 개입하면서 승리하였다. 이 전쟁은 1427년에 끝이 났고, 밀라노의 비스콘티 가문은 불리한 조약에 서명을 강요받았다. 전쟁 기간에 발생한 부채는 대략 4,200,000 플로린에 이르르는 엄청났다. 당국은 이것을 지불하기 위해 세금 제도를 변화시켰다. 현재의 에스티모(Estimo) 세금 제도를 카스타토라는 제도로 교체되었다. 카스타토 제도는 시민들의 전체적인 부를 기반으로 하였고, 에스티모 제도는 단순한 수입세 형태였다. 전쟁을 제외하고도, 필리포 브루넬레스키는 동시대와 오늘날의 보는 사람들을 몹시 놀라게한 그 유명한 피렌체 대성당의 돔을 만들었다.

## 메디치 가의 피렌체

### 가문의 성립
조반니 디 비치 데 메디치(Giovanni di Bicci de' Medici)의 아들, 코시모 데 메디치는 그의 아버지로부터 메디치 은행의 우두머리 자리를 이어받았다. 그는 토스카나의 인접국인 루카 공화국과의 처참한 전쟁 이후인 1433년에 추방될때까지 피렌체 정부에서 중요한 역할을 수행하였다. 베네치아에서의 코시모의 망명 기간이 1년이 채 되지 않았을때, 피렌체의 사람들은 민주적인 투표를 통해서 코시모의 추방 판결을 뒤집었다. 코시모는 그의 사람들의 칭송을 받으며 돌아왔고, 코시모를 추방시킨 알비치(Albizzi) 가문을 추방시켰다.

### 코시모의 통치(1434–1464)

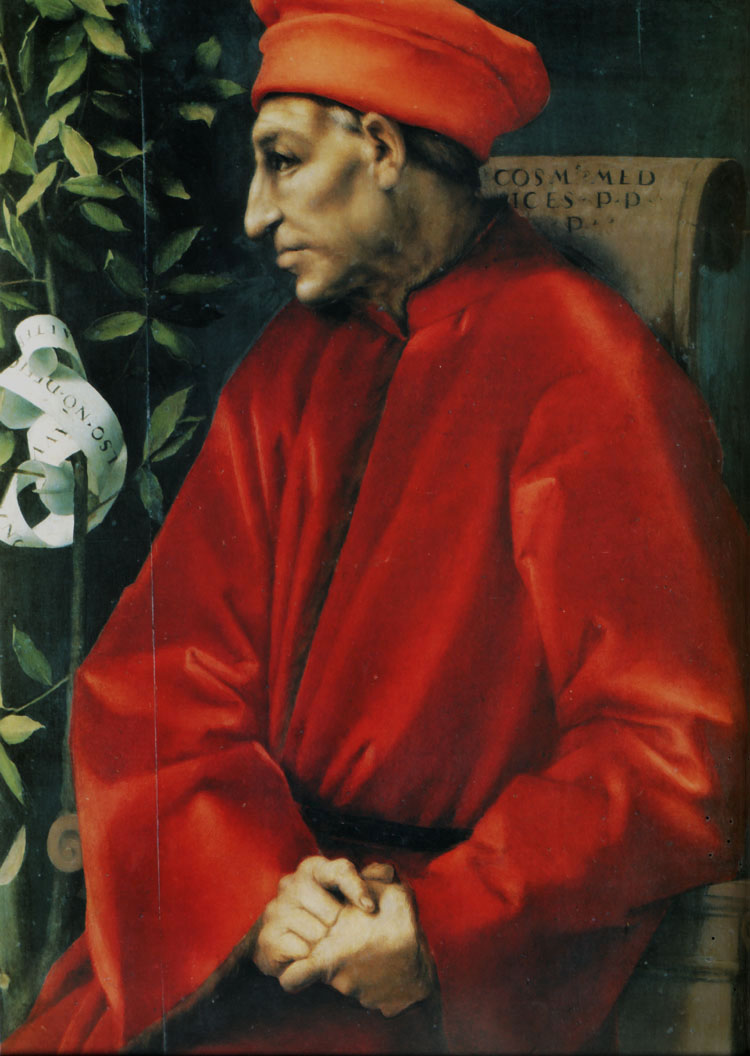
메디치 가문의 창시자인 코시모 데 메디치

르네상스는 코시모의 데 팍토(de facto) 기간에 시작했고, 이 씨앗들은 흑사병이 유럽을 찢어놓기전에 뿌리내렸을 것이다. 니콜로 니콜리는 당시의 피렌체 인문주의자들의 스콜라를 이끌었다. 그는 1397년에 마누엘 크리솔라스(이탈리아내 그리스 연구의 시초자)를 피렌체 대학교의 첫 그리스어 교수로 임명하였다. 니콜리는 고대 필사본들의 열렬한 수집가였고, 그가 1437년에 죽자 그의 수집품들을 코시모에게 기증하였다. 포조 브라촐리니는 니콜리의 피렌체 인문주의자들의 학장 자리를 계승했다. 브라촐리니는 1380년 아레초에서 태어났다. 그는 니콜리를 위해 더 많은 고대 로마의 필사본들을 찾아 유럽을 여행했다. 그의 고용주와는 다르게, 브라촐리니는 그의 작품을 저술하기도 하였다. 그는 그의 가장 절친한 친구 코시모에게 죽기 이전에 피렌체의 장관 자리를 맡기도하였다.
피렌체는 1439년에 큰 규모의 공의회를 유치하기도 하였는데, 그 공의회는 동서 교회의 분열로 갈라선 동방 정교회와 로마 가톨릭교회를 화해시키려는 의도로 시작하였다. 교황 에우제니오 4세는 동로마 제국의 황제(또한 비잔티움 제국이라고도 알려진) 요한네스 8세 팔라이올로고스로부터의 지원을 요구하기 위해 공의회를 소집하였다. 요한네스 8세의 제국은 오스만 투르크에게 서서히 집어삼켜지고 있었다. 공의회는 피렌체의 국제적인 위상을 엄청나게 신장시켜주었다. 그 공의회는 1439년 7월까지 지속되었다. 두 종교 세력은 타협에 도달하였고, 교황은 비잔티움 황제에게 군사적 원조를 동의하였다. 불행하게도, 요한네스 8세가 콘스탄티노플로 돌아가는 동안, 그리스인들이 그 절충안을 거부하며, 제국을 상대로 반란을 일으켰다. 요한네스 8세는 반란자들을 달래기 위해 로마 교황청과 맺은 조약을 거부할 수 밖에 없었다. 결과적으로, 서방의 지원은 없어져 버렸고 비잔티움 제국의 운명은 결정되었다. 4년 뒤인 1453년에, 콘스탄티노플은 오스만에게 함락된다.
코시모의 열렬한 지원은 피렌체를 르네상스 도시의 완벽한 예시로 변화시켰다. 그는 도나텔로, 브루넬레스키, 미켈로초를 고용하였다. 이들로 이루어진 예술 위원회는 코시모에게 600,000 플로린의 거금을 지불하게 하였다. 정치적인 측면으로 봤을때는 밀라노의 필리포 마리아 비스콘티가 1430년대와 1440년에 피렌체를 두 차례 침략했지만, 그의 시도는 실패하였다. 밀라노인들의 침략은 알비치 가문의 추방을 크게 부추겼다. 1450년, 코시모의 동맹인 프란체스코 스포르차가 밀라노를 함락시키고 스스로를 공작으로 선포하였다. 이전의 밀라노 공작들은 대를 잇지 못하고 죽었고 프란체스코는 앞에 언급한 공작의 딸인 그의 아내를 통해서 밀라노의 대한 권리를 행사했다. 코시모는 그의 통치 기간 많은 위기를 견뎌내어, 피렌체에 대한 메디치 가문의 권력을 협착시켰으며, 이러한 과정중에 예술의 성인이 되었다. 코시모는 1464년에 사망하였다.

### 통풍 걸린자 피에로(1464–1469)

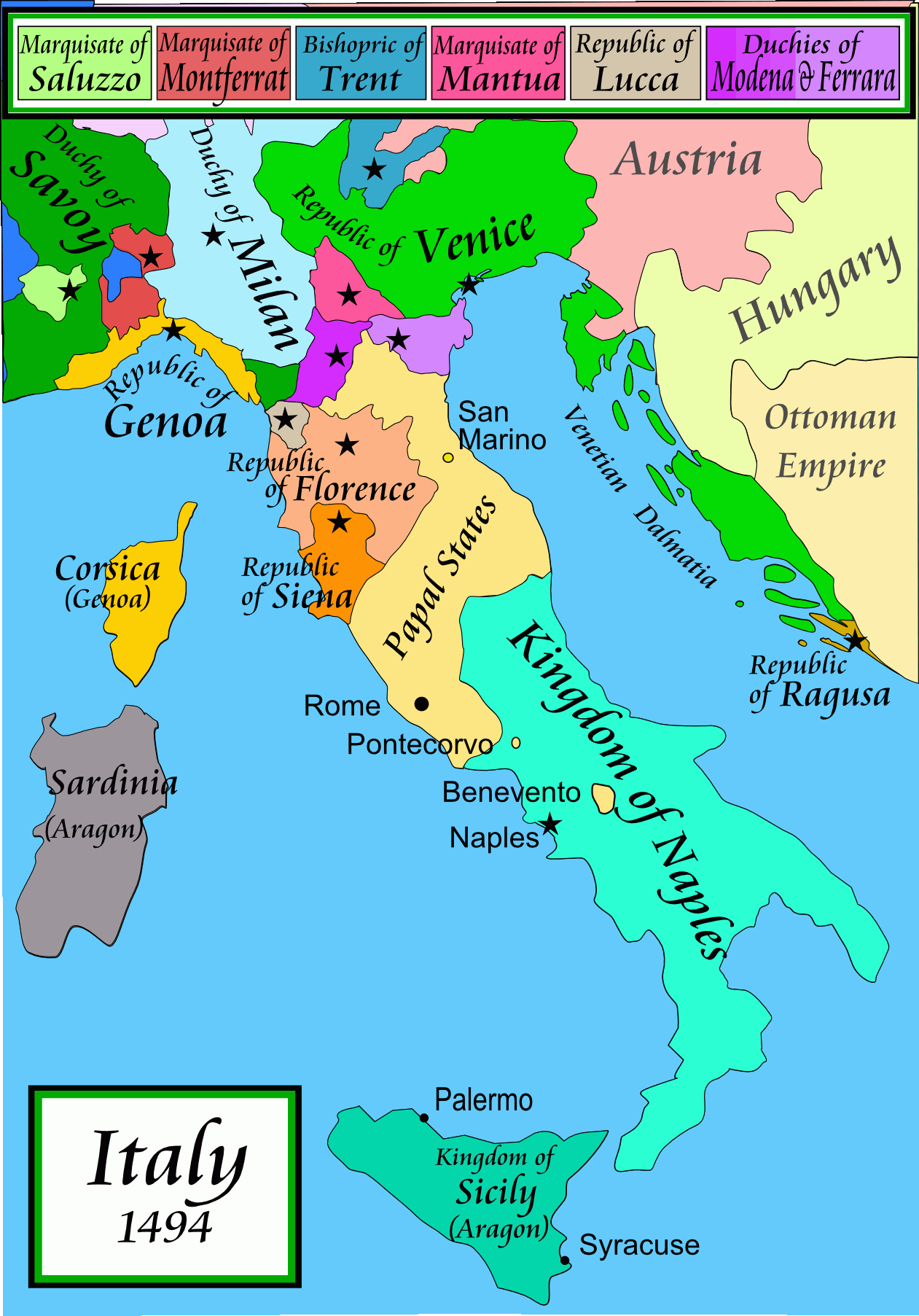
1494년의 피렌체 공화국의 그 주변국들의 지도

통풍 걸린자 피에로는 코시모의 장남이다. 피에로는 그의 별명 통풍 걸린자에서 암시하듯이, 통풍으로 고통받았고 건강한 삶을 누리지 못하였다. 로렌초 데 메디치는 피에로의 아내인 루크레치아 토르나부오니 사이에 태어난 장자이다. 피에로의 통치는 피렌체의 정치 진형들은 꽤나 항상 말성을 부렸다. 코시모는 메디치 은행에 큰 규모의 채무를 불러들였다. 이 채무들은 주로 피렌체의 귀족 루카 피티의 것이였다. 루카는 피에로를 상대로 무장 반란을 소집했지만, 공모자가 이를 발설해버렸다. 밀라노 공작 프란체스코 스포르차가 1466년에 사망하고, 그의 아들 갈레아초 마리아 스포르차가 새로운 밀라노 공작이 되었다. 프란체스코의 사망으로, 피렌체는 다른 이탈리아 국가들 사이에서도 가장 가치있는 동맹을 상실하였다.
1466년 8월, 공모자들이 행동을 개시하였다. 그들은 피에로를 권좌에서 물러나게 하기 위해 피렌체의 전원지대로 군대를 진군시키던 페라라 공작의 지원을 받은 이들이였다. 하지만 그 쿠데타는 실패하였다. 피렌체인들은 그 쿠데타에 기꺼이 동참하지 않았고, 페라라 군대가 피렌체에 도착하자마자 곧 떠났다. 공모자들은 생존을 위해 망명하였다. 반면에 국제적인 문제를 지니고 있던, 베네치아가 1467년에 피렌체 영토를 침입하는 기회를 잡는다. 피에로는 우르비노의 군주 페데리코 다 몬테펠트로에게 그의 용병들의 지휘를 맡긴다. 결정적이지 못한 전투로 인해, 베네치아군은 퇴각하는 결과를 뒤따르게 되었다. 1469년 겨울에 피에로는 사망하였다.

### "위대한" 로렌초 (1469–1492)

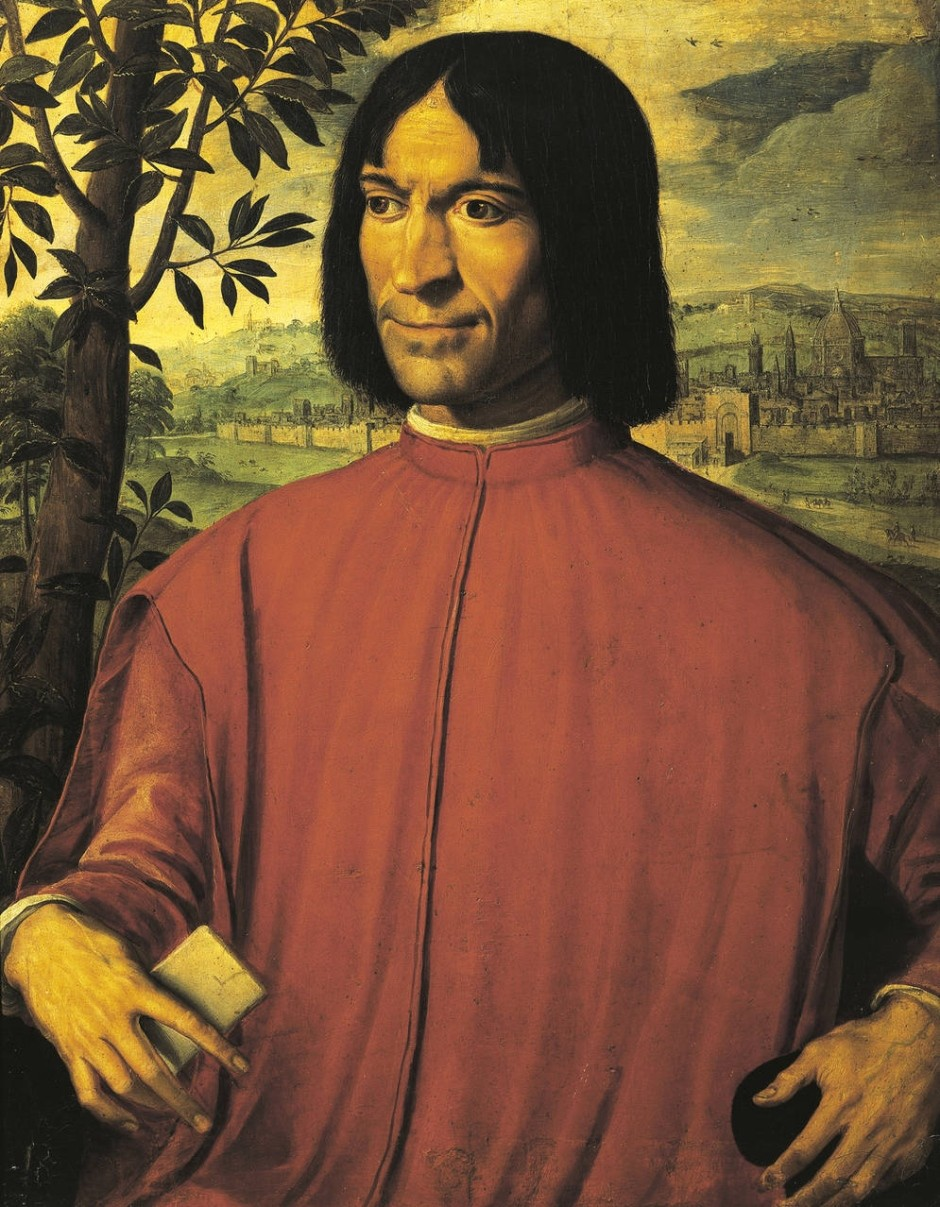
로렌초 데 메디치

로렌초는 그의 아버지 피에로를 계승했다. 후계자로서, 로렌초는 피렌체에 대한 그의 아버지 통치를 개선하며 기대에 부응하는 모습을 보였다. 로렌초는 르네상스 시기의 위대한 예술의 성인이기도 하였다. 그는 레오나르도 다 빈치, 미켈란젤로, 보티첼리와 다른 이들을 후원하였다. 로렌초의 통치 기간에, 르네상스는 진정으로 피렌체에 내려잡았다. 그는 많은 수의 뛰어난 작품들을 의뢰하였고 또한 보석들을 모으는걸 즐겨했다. 로렌초는 그의 아내 클라리체 오르시니 사이에서, 미래에 교황 레오 10세와 로렌초의 피렌체 계승자인 불행한 피에로등 많은 자식을 두었다.
로렌초의 동생인 줄리아노는 1478년에 파치 음모사건으로 살해당하였다. 이 사건은 파치(Pazzi) 가문이 주도하여 일어났다. 쿠데타는 실패했고, 공모자들은 성난 피렌체 시민들에 의해 즉결 처형 되었다. 공모자였던 피사의 대주교인 프란체스코 살비아티도 시민들에 의해 효수당했다. 이번 사건을 간접적으로 지원했던 교황 식스토 4세는 분노하며 피렌체의 모든 이들을 파문하였다. 식스토는 로렌초를 체포하기 위해 교황의 대표단을 보냈다. 피렌체의 시민들은 교황의 행동에 대해 확실히 분노하였고, 또한 피렌체 지역의 성직자들 또한 그러하였다. 대중들은 교황의 대표단에게 로렌초의 사임을 거부하였다. 이로 인해 2년간 피렌체에는 교황을 상대로 전쟁을 치루게 되었다. 로렌초는 1492년에 사망했고, 그의 아들 피에로가 그 자리를 계승하였다.

### "불행한" 피에로 (1492–1494)
1492년 부친 로렌츠가 사망하자 피렌체의 통치자가 되었다. 1494년 프랑스 샤를 8세가 나폴리 왕국을 점령하기 위해 이탈리아를 침공하였는데, 밀라노를 탈환한 샤를 8세가 피란체로 진격해오자 피에로는 샤를 8세의 요구를 모두 수락하는 조건으로 항복하고 말았다. 굴욕적인 항복에 피란체 시민들이 봉기하여 메디치 가문을 추방하였다. 이후 메디치 가문은 18년 동안 이탈리아와 유럽을 전전하였다. 1503년 강에서 배가 뒤집혀 피에로는익사했다. 이탈리아 원정에 나선 프랑스 군대와 동행했다가 패배한후 도망치다가 발생한 사고였다.

## 사보나롤라의 피렌체

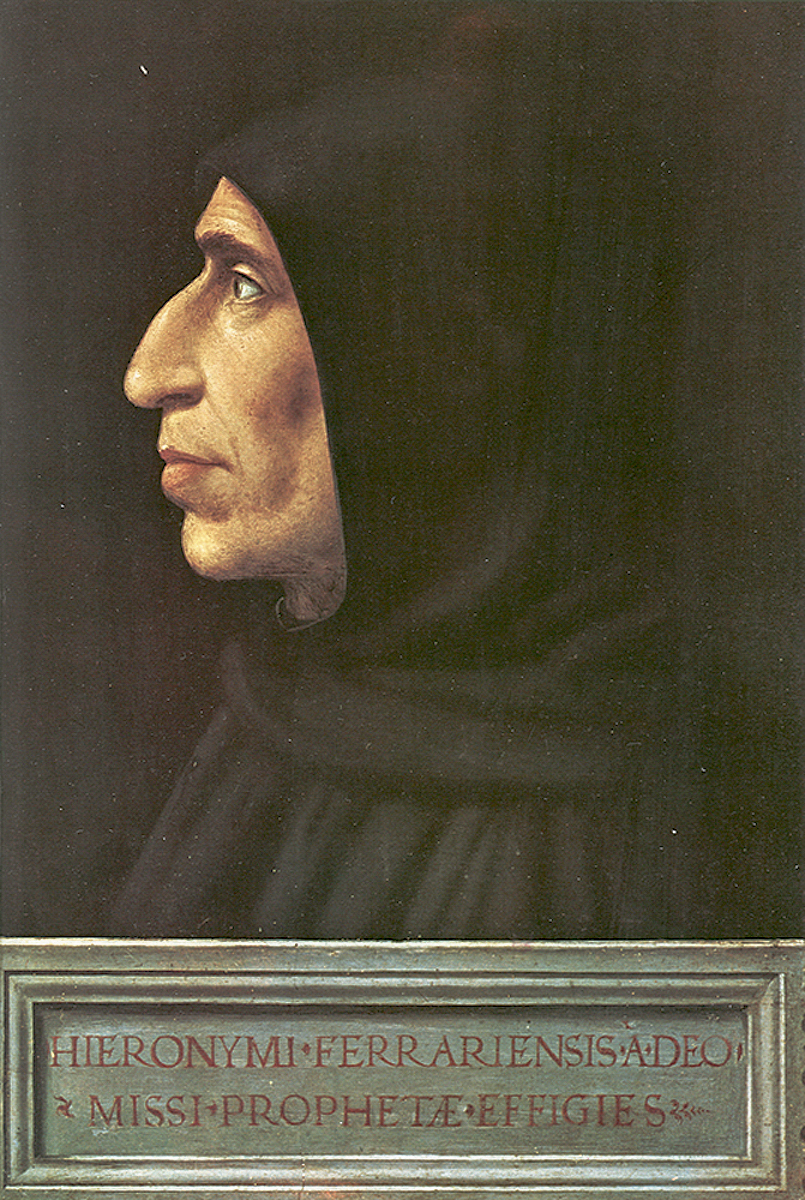
지롤라모 사보나롤라

메디치 가문의 몰락이후, 지롤라모 사보나롤라가 나라를 지배하였다. 사보나롤라는 1480년에 피렌체에 온 페라라 출신의 성직자이며, 그의 활발한 설교와 그의 예견들로 사람들의 지지를 얻었다. 사보나롤라의 새 정부는 민주적인 개혁을 실시하였다. 이로 인해 메디치 가문에 추방당한 많은 망명자들이 피렌체로 돌아왔다. 하지만 사노나롤라의 숨은 목표는 피렌체를 신정체제로 탈바꿈 시키는 것이였다.
피렌체인들은 야한 색깔의 옷을 입는걸 관둬야했고, 많은 여성들은 수녀가 되는 맹세를 해야했다. 사보나롤라는 모든 "혀영심들"을 모아 불태우도록 명령을 내린 허영의 소각으로 아주 유명해지게 되었다. 불타버린 것들에는 가발, 향수, 그림, 고대의 필사본들이 포함되었다.
사보나롤라는 교황 알렉산데르 6세의 부도덕을 비난하며 교회 개혁을 외치다가 1497년 말에 교황 알렉산데르 6세에게 파문 당한다. 같은 해에, 피렌체는 피사 공화국에 대한 정복 전쟁을 시작하였다. 피렌체가 1402년에 피사를 매입한후 1406년부터 직접 통치하였으나 1494년에 프랑스 샤를 8세에게 빼았겼었다. 이후 피사는 사실상 독립되어 있었다. 전쟁은 피렌체의 실패로 끝났으며 이로 인해 식량부족 현상을 일으켰다. 또한 작은 역병까지 발생하였다. 피렌체인들은 이에 대한 책임을 그에게 물었고 1498년 5월에 피렌체 당국자들에 의해서 시뇨리아 광장에서 화형을 시켜버렸다.

## 1498년–1512년
1498년 사보나롤라가 권좌에서 물러날때까지 피렌체는 처참하게 망가졌으며 이후 종신제 수상으로 선출된 피에로 소데리니가 다스렸다. 이 시기에 매우 부정부패도 적어, 민주적인 모습을 보였다. 공화국 정부는 마키아벨리에 제안에 따라 전통적인 용병이 아니라 상비군(국민군) 제도를 도입하였고 1509년에 피사를 정복하였다.
캉브레 동맹전쟁(1508~16)중에 피렌체는 중립을 유지했으나 1511년에 프랑스 루이 12세에 요청으로 피사 공의회를 개최한 것이 원인이 되어 스페인군(신성동맹군)의 침공을 받는다. 피렌체에서 16km 떨어진 인접도시 프라토(Prato)가 함락된후 1512년 9월에 수상 소데리니는 권좌에서 물러났다. 교황의 특사로 임명된 조반니 데 메디치(훗날 교황 레오 10세) 추기경이 1,500의 군사를 이끌고 피렌체에 입성한후 통치권을 행사하였다. 이로써 메디치 가문은 1494년에 추방된 이후 18년만에 통치권을 회복하게 되었다.

## 1513년–1533년

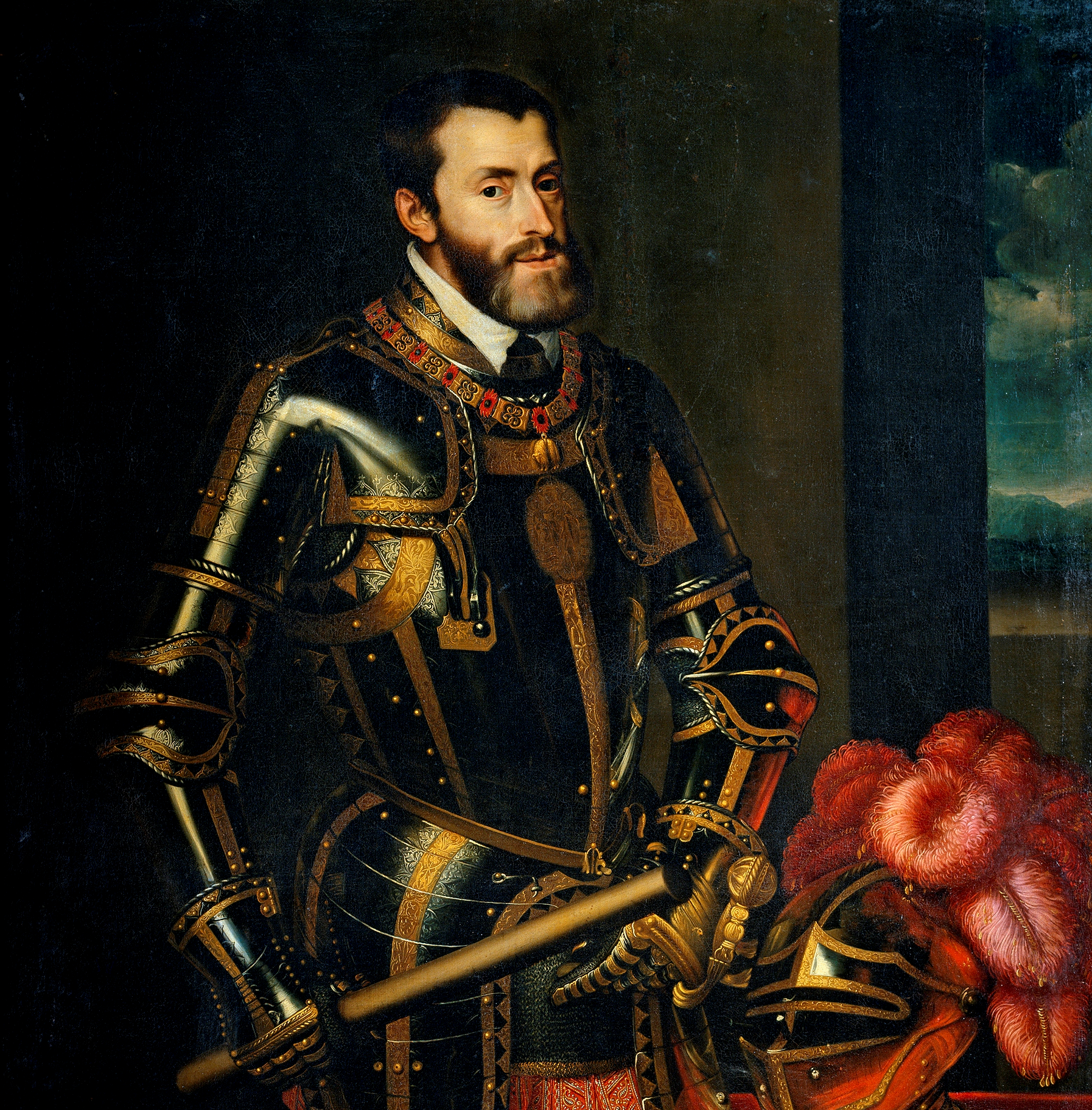
신성 로마 제국 황제 카를 5세

1513년 초에 조반니 데 메디치 추기경은 로마로 가야했다. 교황 율리오 2세가 사망함에 따라, 콘클라베에 참석해야 했기 때문이다. 조반니는 교황으로 선출되었고, 레오 10세라는 이름을 사용했다. 이는 사실상에 교황령과 피렌체 공화국이 동군연합을 가져오게 되었다. 레오 10세는 대리로서, 그의 친동생 줄리아노 데 메디치를 그를 임명하여 그의 영토를 지배하게 하였다. 줄리아노는 1516년에 죽을때까지 피렌체 공화국을 통치했고, 조카 우르비노 공작 로렌초 2세가 계승하였다.
로렌초 2세 데 메디치는 카트린 드 메디시스의 아버지이기도 하였다. 그는 카트린이 태어난지 얼마 안 돼서, 1519년에 매독으로 사망하였다. 메디치 가문은 1513년-1521년에 레오 10세가 집권하던 교황직에 그들의 모든 힘을 쏟았다. 레오 10세가 사망한후, 교황직은 하드리아노 6세가 이어받았다. 1523년 줄리오 데 메디치 추기경이 교황 클레멘스 7세로 선출되었다. 당시의 피렌체는 파세리니 추기경의 후견 아래에서 이폴리토 데 메디치와 알레산드로 데 메디치의 지배를 받았다. (이폴리토는 줄리아노 데 메디치의 사생아이고, 알레산드로는 로렌초 2세의 사생아로 알려져 있으나 교황 클레멘스 7세의 사생아라는 주장도 있다.)

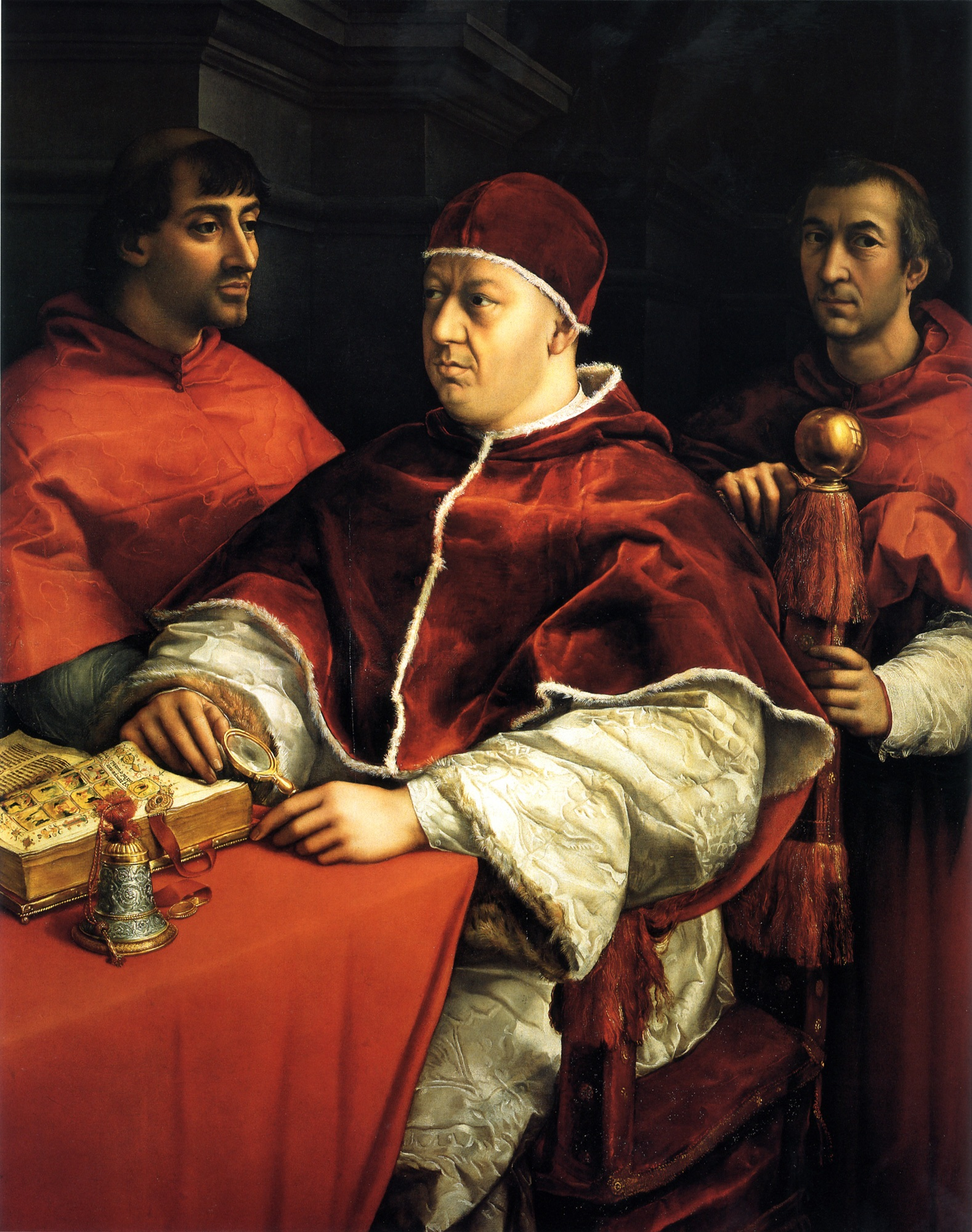
레오 10세와 줄리오 데 메디치 추기경

1527년 5월, 로마는 코냑동맹전쟁 기간에 신성 로마제국의 군대에게 점령된후 도시가 약탈되고 파괴되었다. 메디치 가문 출신의 교황 클레멘스 7세가 이끄는 교황령 군대가 제국군에 패배하자 메디치 가문은 구심점을 잃고 피렌체에서의 세력이 약화되었다. 피렌체의 반-메디치 세력이 이 틈을 타고 봉기하자 메디치 가문은 다시 통치권을 상실하였다.
청교도주의의 물결이 피렌체를 휠쓸기도 하였다. 예수 그리스도를 "피렌체의 왕"으로 지명하기까지 하였다. 많고 새로운 근본주의자 제한법들이 통과되었다. 클레멘스 7세는 카를 5세와 바르셀로나 조약을 채결하며 화해했다. 체결된 조약에 따라 카를 5세는 피렌체를 침공하여 메디치 가문의 복귀를 도와주었다. 피렌체 공성전은 예상외로 11개월이라는 긴 시간이 걸린후 1530년 8월에 제국군의 승리로 종료되었다.(피렌체 공성전 참고) 이에 대한 댓가로 교황은 카를 5세에게 황제 대관식을 올려주었다.

### 공화국의 종말
1533년, 알레산드로 데 메디치는 피렌체 공국(公國)을 건국하였고 공화국은 종말을 맞게 되었다. 피렌체인들은 알레산드로의 선언에 극도의 불만을 표출했으며 일부에서는 반란까지 발생하였다. 그럼에도 메디치 가문은 알렌산드로의 계승자가 토스카나 대공작이 되던 1569년에 작위를 받았다. 메디치 가문은 1737년에 대가 끊길때까지 대공국을 통치하였다.

## 메디치 가문 가계도

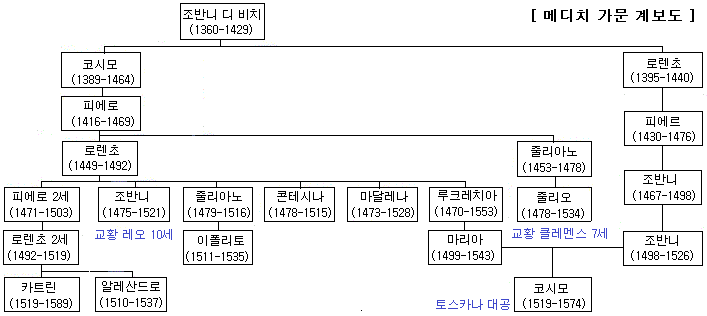
메디치 가의 가계도

## 정부
피렌체는 9명으로 구성된 시뇨리아라고 불리는 의회의 지배를 받았다. 시뇨리아의 대표는 두달마다 투표를 통해 선출되는 곤팔로니에레이며, 그 또한 시뇨리아의 일원이다. 시뇨리아의 조건으로서는, 부유해야만하고, 파산 또는 미체납이 없어야하며, 30살을 넘겨야했고, 피렌체의 주요 7개 길드(수출업자, 은행가, 이중직 길드, 재판관)의 일원이어야 했다. 투표는 자주 미리 결정했고, 투표 결과는 영향력있는 가문에게 유리했다. 투표에 올라간 이름은 매 5년마다 바뀌었다.
피렌체 정부 조직들은 마조리라는 이름으로 알려져있다.

## 같이 보기
- 피렌체 공국
- 토스카나 대공국
- 피렌체의 역사
- 메디치 가문
- 피렌체